# Studenica (miejscowość)
Studenica (bułg. Студеница) – wieś w Bułgarii, w obwodzie Szumen, w gminie Chitrino. W 2024 roku liczyła 500 mieszkańców.